# Diasistem
În lingvistică, termenul „diasistem” are mai multe accepțiuni mai mult sau mai puțin largi. A fost propus în 1954 de lingvistul structuralist american Uriel Weinreich în încercarea de a aplica metodele structuraliste în dialectologie. El definește diasistemul ca un sistem ce poate fi construit de lingvist din cel puțin alte două sisteme omogene și discrete care prezintă asemănări parțiale, acestea făcând din diasistem ceva diferit de simpla sumă a sistemelor componente. Weinreich mai menționează că această construcție nu este totdeauna rezultatul unui demers științific, putând fi practicat intuitiv de vorbitori care stăpânesc cel puțin două idiomuri (dialecte și/sau limbi).
În sensul cel mai restrâns, un diasistem poate fi stabilit la nivelul unui singur sistem de trăsături ale unui idiom dat. Weinreich dă ca exemplu fonemele vocalice. De exemplu, date fiind două varietăți ale idiomului cu sisteme identice din cinci vocale, /i/, /e/, /a/, /o/ și /u/, diasistemul respectiv poate fi reprezentat prin formula:
unde 1 și 2 sunt varietățile de limbă, // delimitează diasistemul, iar ≈ reprezintă opoziția dintre vocale. Dacă variantele diferă prin realizarea lui /e/ mai închisă în una ([e]) și mai deschisă în cealaltă ([ɛ]), diasistemul va fi:
Un asemenea diasistem poate fi numit diafon, la nivelul unei trăsături morfologice este vorba de un diamorf, și se pot stabili diasisteme și în alte domenii ale limbii.
Într-un sens mai larg, o limbă este de asemenea un diasistem, format din dialectele sale. Lingvistul român Eugen Coșeriu a introdus termenul în romanistică, astfel că limba latină a fost interpretată ca un diasistem având printre componente latina vorbită și, în cadrul acesteia, latina vorbită cultă și latina vorbită populară. De asemenea, lingvistul belgian Jean-Marie Klinkenberg, studiind limbile romanice vestice, vorbește despre o limbă-diasistem oïl și o limbă-diasistem oc.
În sociolingvistică există ideea că diasistemul unei limbi este ansamblul tuturor varietăților sale, în funcție de cinci dimensiuni: timp (varietăți diacronice, adică etapele istoriei sale), spațiu (varietăți regionale), grup social (varietăți sociale, sociolecte), context (varietăți situaționale sau stilistice) și sex (varietăți diagenice).
În dialectologia actuală, noțiunea de diasistem s-a extins și dincolo de limitele unei limbi ausbau sau standard, putând cuprinde mai multe asemenea limbi care, din punctul de vedere al lingvisticii comparative, formează o singură limbă abstand.
Exemple de diasisteme formate din limbi standard:
- limba arabă și limba malteză[7];
- limba bosniacă, limba croată, limba muntenegreană și limba sârbă (diasistemul slav de centru-sud)[8];
- limba bulgară și limba macedoneană[9];
- limba cehă și limba slovacă[10];
- limba germană, limba idiș[11] și limba luxemburgheză[12];
- limba hindi din India și limba urdu din Pakistan[13];
- limba italiană și limba corsicană[14];
- limba malaieză și limba indoneziană[15];
- limba olandeză, limba flamandă și limba afrikaans [16];
- limba persană din Iran, limba dari din Afganistan și limba tadjică[17];
- limba portugheză și limba galiciană[18];
- limba spaniolă și limba ladino [19].